# Ramón Sánchez Paredes
Ramón Alfredo Sánchez Paredes (San Juan Opico, 25 maggio 1982) è un ex calciatore salvadoregno, di ruolo centrocampista. Coinvolto nello scandalo delle partite vendute della Nazionale di calcio di El Salvador, il 20 settembre 2013 viene squalificato a vita dalla FIFA insieme ad altri 13 calciatori.